# Villanueva de la Torre
Villanueva de la Torre é um município da Espanha na província de Guadalajara, comunidade autónoma de Castilla-La Mancha, de área 11,20 km² com população de 4425 habitantes (2004) e densidade populacional de 395,09 hab/km².

## Demografia
| Variação demográfica do município entre 1991 e 2004 | Variação demográfica do município entre 1991 e 2004 | Variação demográfica do município entre 1991 e 2004 | Variação demográfica do município entre 1991 e 2004 |
| --------------------------------------------------- | --------------------------------------------------- | --------------------------------------------------- | --------------------------------------------------- |
| 1991                                                | 1996                                                | 2001                                                | 2004                                                |
| 114                                                 | 330                                                 | 2960                                                | 4425                                                |